# Quinto Nínio Hasta
Quinto Nínio Hasta (em latim: Quintus Ninnius Hasta) foi um senador romano nomeado cônsul sufecto para o nundínio de maio a agosto de 88 com Libão Rupílio Frúgio. O cônsul em 114, Quinto Nínio Hasta, era seu filho.